# 大久保瑠美
大久保 瑠美（おおくぼ るみ、1989年9月27日 - ）は、日本の女性声優。愛媛県生まれ。埼玉県出身。81プロデュース所属。

## 経歴
子供の頃より漫画やアニメが好きで少女漫画雑誌を買って読んだり『怪盗セイント・テール』『デジモンアドベンチャー』を見ていた。イラストを描くのが好きで、中学時代は美術部に所属し、高校時代はチアリーディングをしていた。卒業後の進路として好きな漫画アニメゲーム全てに携われる声優を目指すことを決める。
専門学校東京アナウンス学院放送声優科に通い、2年時の2009年「第3回 81オーディション」に参加し、優秀賞を受賞。一生安泰ではない職業である声優になるか迷った時期もあったが、81オーディションで受賞したことで認められたと感じて声優になることに決心がついた。学院在籍中にテレビアニメ『ささめきこと』でデビュー。
2010年、81アクターズスタジオに22期生として入所して在籍中の2011年1月には、テレビアニメ『フリージング』で初のレギュラーを獲得。同年4月には『はっぴーカッピ』でテレビアニメ初主演を果たす。同年5月より81プロデュースに所属となった。
2013年3月1日、第7回声優アワード新人女優賞を受賞。
2015年1月31日、海外ドラマ『ガール・ミーツ・ワールド』のライリー・マシューズ役で実写の吹き替えデビューを果たし、初の吹き替えでの主役を果たす。
2015年4月23日、ファースト写真集『イるみネーションクローゼット』を発売。
2019年公演の「シロツメクサ有り余り、そして咲き誇る」で声優として初舞台を踏む。学生時代にも舞台経験があったという。

## 人物
愛称は「るみるみ」。
好きな食べ物は、桃、蟹、あんみつ、紅茶、唐揚げ。好きな飲み物はコーラ。嫌いな食べ物は酸っぱい物全般。以前は水が嫌いだったが、後に克服した。
尊敬する声優は、かつての同じ所属事務所の先輩・加藤英美里。
座右の銘は「いきなりできるわけじゃない」。

### エピソード
テレビアニメ『スイートプリキュア♪』では、放送前から謎のプリキュアとして紹介されていたキュアミューズの正体・調辺アコを演じている。キュアミューズの正体が判明したのは第35話であり、初登場の第11話から続く非常に長い伏線であった。また、「プリキュアシリーズ」にて、プリキュアに変身する小学生キャラクターが登場したのは同作が初めてであった。
アニメ『ゆるゆり』では吉川ちなつを演じ、派生するユニット『七森中☆ごらく部』の一員として各種イベントへ参加している。
ごらく部内ではしばしば「腹黒ピンク」とも呼ばれ、挨拶時の決まり文句として、「腹ぐ…腹白ピンク、略してはっP!」を用いることがある。
2014年時点の目標で悪役と少年役にも挑戦していきたいと語っている。

## 出演
太字はメインキャラクター。

### テレビアニメ
2009年
- ささめきこと（このみ、女子生徒、友人）

2010年
- 刀語（娘）
- ひめチェン!おとぎちっくアイドル リルぷりっ（あづみ）

2011年
- お兄ちゃんのことなんかぜんぜん好きじゃないんだからねっ!!（メイド）
- カードファイト!! ヴァンガード（2011年 - 2019年、シャイニング・レディ、オアシスガール、薔薇の騎士 モルガーナ、カルマ・クイーン、飛田マイ 他） - 6シリーズ
- スイートプリキュア♪（2011年 - 2012年、調辺アコ / キュアミューズ）
- はっぴ〜カッピ（木下スグリ）
- FAIRY TAIL（ゴゴトラ）
- フリージング（ヒイラギ＝カホ）
- 魔法少女まどか☆マギカ（魔法少女、女子、看護婦B、看護婦A、女子生徒）
- ゆるゆり（2011年 - 2015年、吉川ちなつ） - 3シリーズ + 特別編

2012年
- あっちこっち（御庭つみき）
- アドリブアニメ研究所（飛鳥）
- 織田信奈の野望（梵天丸）
- 戦姫絶唱シンフォギア（女の子、女子高生3人組）
- 戦国コレクション（小悪魔王・織田信長）
- バットマン:ブレイブ&ボールド（アイス）
- プリティーリズム・ディアマイフューチャー（2012年 - 2013年、上葉みあ、ミミー）
- マギ（2012年 - 2013年、ピスティ） - 2シリーズ
- めだかボックス アブノーマル（般若寺憂）

2013年
- ガリレイドンナ（神月・フェラーリ）
- ぎんぎつね（天本藤野）
- サーバント×サービス（一宮塔子）
- 直球表題ロボットアニメ（モリ）
- 波打際のむろみさん（シエル）
- プリティーリズム・レインボーライブ（めぐみ）
- ポケットモンスター ベストウイッシュ シーズン2 エピソードN（生徒たち）
- まおゆう魔王勇者（明星雲雀）
- ムシブギョー（火鉢）
- ゆゆ式（野々原ゆずこ）

2014年
- 一週間フレンズ。（山岸沙希）
- ウィザード・バリスターズ 弁魔士セシル（左反衣）
- カリメロ（プリシラ）
- さばげぶっ!（春日野うらら）
- ハピネスチャージプリキュア!（キュアミューズ）
- ばらかもん（新井珠子）
- ブラック・ブレット（片桐弓月）
- プリティーリズム・オールスターセレクション（上葉みあ）
- ブレイドアンドソウル（ピア）
- メカクシティアクターズ（美術部部長）
- モモキュンソード（天女隊 栗）

2015年
- 浦和の調ちゃん（沼影彩湖）
- 対魔導学園35試験小隊（西園寺うさぎ）
- てさぐれ!部活もの すぴんおふ プルプルんシャルムと遊ぼう（十六夜花音）
- デス・パレード（ノーナ）
- ナノ・インベーダーズ（アリス）
- VALKYRIE DRIVE -MERMAID-（ミランダ）
- プリパラ（香川いろは）
- ミカグラ学園組曲（相良あづみ）

2016年
- GATE 自衛隊 彼の地にて、斯く戦えり（シャンディー・ガフ・マレア）
- 3ねんDぐみガラスの仮面（姫川亜弓）
- ジョーカー・ゲーム（エマ・グレーン）
- ツキウタ。 THE ANIMATION（桃崎ひな）
- デュエル・マスターズ VSRF（ボルシャック・ドギラゴン）
- ハンドレッド（エミール・クロスフォード）
- ヘヴィーオブジェクト（モニカ）
- マギ シンドバッドの冒険（ピスティ）
- 魔装学園H×H（グラベル）
- モブサイコ100（遺志黒）
- ろんぐらいだぁす!（西条雛子）

2017年
- Spiritpact（秦詩瑤）
- こねこのチー ポンポンらー大冒険（コッチ弟）
- つぐもも（2017年 - 2020年、虎鉄） - 2シリーズ
- Fate/Apocrypha（黒のライダー / アストルフォ）
- ゲーマーズ!（亜玖璃）
- 異世界はスマートフォンとともに。（2017年 - 2023年、フランシェスカ） - 2シリーズ
- アイドルタイムプリパラ（2017年 - 2018年、華園みあ）
- ROBOMASTERS THE ANIMATED SERIES（シャオアイ）

2018年
- SPIRITPACT -黄泉の契り-（秦詩瑤）
- 異世界魔王と召喚少女の奴隷魔術（2018年 - 2021年、シルヴィ） - 2シリーズ
- レイトン ミステリー探偵社 〜カトリーのナゾトキファイル〜（トリン・オネット）
- 転生したらスライムだった件（2018年 - 2024年、ガビルの妹 / ソーカ〈蒼華〉） - 3シリーズ
- マンガで分かる!Fate/Grand Order（アストルフォ、エリザベート・バートリー）

2019年
- 荒野のコトブキ飛行隊（ナツオ）
- 賭ケグルイ××（陽喰三理）
- グリムノーツ The Animation（時計うさぎ、次女、カイ、住民B、ジャンヌ・ダルク）
- バミューダトライアングル 〜カラフル・パストラーレ〜（チェル）
- まほうのルミティア Luminary Tears（プロロティア）
- 神田川JET GIRLS（2019年 - 2020年、パン・ツウィ）
- アズールレーン（睦月、如月）

2020年
- 魔術士オーフェンはぐれ旅（2020年 - 2023年、クリーオウ・エバーラスティン） - 4シリーズ
- フルーツバスケット（2020年 - 2021年、藤堂公） - 2シリーズ
- ムヒョとロージーの魔法律相談事務所（キリコ）
- キラッとプリ☆チャン（上葉みあ）
- 無能なナナ（柊ナナ）
- 炎炎ノ消防隊 シリーズ（2020年 - 2025年、リツ） - 2シリーズ
- ぐらぶるっ!（ルナール）

2021年
- 俺だけ入れる隠しダンジョン（ローラ）
- ふしぎ駄菓子屋 銭天堂（吉田真美）
- 戦闘員、派遣します!（悪行ポイント）
- 転生したらスライムだった件 転スラ日記（ソーカ）
- シャドーハウス（2021年 - 2022年、イザベル＆ミラベル / ベル〈双子〉） - 2シリーズ
- 月が導く異世界道中（2021年 - 2024年、アキナ、ギルド員、真の母） - 2シリーズ
- 結城友奈は勇者である -大満開の章-
- 古見さんは、コミュ症です。（2021年 - 2022年、中々思春） - 2シリーズ

2022年
- 終末のハーレム（クロエ・マンスフィールド）
- おしりたんてい（2022年 - 2023年、ベリー / かいとうB / ベリウン / ？）
- 骸骨騎士様、只今異世界へお出掛け中（イビン）
- RPG不動産（セレニア、狐白）
- むさしの!（沼影彩湖）
- Engage Kiss（シャロン・ホーリーグレイル）
- 不徳のギルド（エノメ ）
- 農民関連のスキルばっか上げてたら何故か強くなった。（ヘレン・リーン）
- デュエル・マスターズ WIN（2022年 - 2024年、カレン） - 2シリーズ
- 転生したら剣でした（ネル）
- 勇者パーティーを追放されたビーストテイマー、最強種の猫耳少女と出会う（タニア）

2023年
- 解雇された暗黒兵士（30代）のスローなセカンドライフ（ゼビアンテス）
- EDENS ZERO（クリーネ / シルフ）
- デッドマウント・デスプレイ（阿字城イズナ） - 2シリーズ
- マイホームヒーロー（響）
- 【推しの子】（2023年 - 2024年、MEMちょ） - 2シリーズ
- 青のオーケストラ（飯田早苗）
- おかしな転生（ジョゼフィーネ＝ミル＝モルテールン）
- 冒険者になりたいと都に出て行った娘がSランクになってた（ミリアム）
- 最果てのパラディン 鉄錆の山の王（スタグネイト）

2024年
- 即死チートが最強すぎて、異世界のやつらがまるで相手にならないんですが。（篠崎綾香）
- ブルーアーカイブ The Animation（浅黄ムツキ）
- 変人のサラダボウル（安永弥生）
- 異世界失格（アネット）
- 杖と剣のウィストリア（アイリス・チャーチル）
- 小市民シリーズ（北条智子）
- 歴史に残る悪女になるぞ（レベッカ）
- 来世は他人がいい（汐田菜緒）
- ブルーロック VS. U-20 JAPAN（千切虎雪）

2025年
- 日本へようこそエルフさん。（死霊使い）
- ある魔女が死ぬまで（フィーネ・キャベンディッシュ）
- 忍者と殺し屋のふたりぐらし（百合子）
- プリンセッション・オーケストラ（日村みかん）
- ウマ娘 シンデレラグレイ（ダイナムヒロイン）
- 千歳くんはラムネ瓶のなか（青海陽）
- 無職の英雄 〜別にスキルなんか要らなかったんだが〜（クーファ）

2026年
- 真夜中ハートチューン（日芽川寧々）

時期未定
- ヒロイン?聖女?いいえ、オールワークスメイドです（誇）!（ルシアナ・ルトルバーグ

### 劇場アニメ
2011年
- 映画けいおん!（客室乗務員）
- 映画 スイートプリキュア♪ とりもどせ! 心がつなぐ奇跡のメロディ♪（調辺アコ / キュアミューズ）

2012年
- 映画 プリキュアオールスターズNewStage みらいのともだち（調辺アコ / キュアミューズ）
- 劇場版 魔法少女まどか☆マギカ [前編] 始まりの物語 / [後編] 永遠の物語（女子）

2013年
- PERSONA3 THE MOVIE #1 Spring of Birth（女子A）

2014年
- 劇場版 プリティーリズム・オールスターセレクション プリズムショー☆ベストテン（上葉みあ）

2015年
- 劇場版プリパラ み〜んなあつまれ!プリズム☆ツアーズ（上葉みあ）

2017年
- 映画たまごっち ひみつのおとどけ大作戦!（にじふわっち）

2018年
- 劇場版 プリパラ&キラッとプリ☆チャン 〜きらきらメモリアルライブ〜（華園みあ、上葉みあ）
- UNDER THE DOG Jumbled（冬月ハナ）
- モンスターストライク THE MOVIE ソラノカナタ（ジューダス）
- 映画 HUGっと!プリキュア♡ふたりはプリキュア オールスターズメモリーズ（調辺アコ / キュアミューズ）

2022年
- 劇場版 転生したらスライムだった件 紅蓮の絆編（ソーカ）

2024年
- 大室家 dear sisters（吉川ちなつ）

2025年
- 映画おしりたんてい スター・アンド・ムーン（かいとうB）

### OVA
- アラタなるセカイ（2012年、本郷[132]）
- 一発必中!!デバンダー（2012年、春風さくら[133]）
- ムシブギョー（2014年 - 2015年、火鉢） - 『常住戦陣!!ムシブギョー』コミックス第15 - 17巻限定版[134][135][136]
- ゆるゆりシリーズ（2014年 - 2019年、吉川ちなつ[137][138]） - 2作品[一覧 17]
- 東京喰種トーキョーグール【JACK】（2015年、アキ[139]）
- UNDER THE DOG Episode 0（2016年、冬月ハナ[140]）
- ゆゆ式 「困らせたり、困らされたり」（2017年、野々原ゆずこ）
- 転生したらスライムだった件 OAD（2019年、ソーカ） - 漫画版第12・13巻限定版付属
- 神田川JET GIRLS ここから始まる東京ガールズプロモーション（2020年、パン・ツウィ）
- Fate/Grand Carnival（2021年、エリザベート・バートリー[141]）
- OVA アズールレーン Queen's Orders（2023年、睦月[142]、如月[142]）

### Webアニメ
2010年代
- こぴはん（2011年、栂山ゆずき）
- アパッチキャメルをかんたん解説!（2012年、アイシャ）
- 地獄ようちえん（2013年、ゆきちゃん）
- ムーンレイカーズ（2014年、ルナ）
- みにゆり（2019年、吉川ちなつ）

2021年
- どるふろ -癒し篇2-（ウロボロス）
- 暗黒家族 ワラビさん（丘田ナメコ）
- 月曜日のたわわ2（CA）

2022年
- ブルーアーカイブ「beautiful day dreamer」（浅黄ムツキ）

2023年
- Fate/Grand Order 藤丸立香はわからない（エリザベート・バートリー〔ランサー / キャスター / セイバー〕、メカエリチャン、九紋竜エリザ） - 1シリーズ + 特別編

2024年
- ブルアカ超リアル麻雀（浅黄ムツキ）
- 一姫の麻雀放浪記（浅黄ムツキ）

### ゲーム
2011年
- データカードダス プリキュアオールスターズ（調辺アコ / キュアミューズ）
- 武装神姫 BATTLE RONDO（シスター型MMS ハーモニーグレイス）

2012年
- 女の子と密室にいたら○○しちゃうかもしれない。（秋篠かすみ）
- ガールフレンド（仮）（大山真由里）
- 東京バベル（ゲテル）
- 24時の鐘とシンデレラ〜Halloween Wedding〜（オデット＝スカーレット）
- プリティーリズム（みあ）
- マジてん 〜マジで天使を作ってみた〜（波多野稲子）

2013年
- アルフヘイムの魔物使い（シシリー）
- ブラウザ MCあくしず -鋼鉄の戦姫-（F-35AライトニングII、F-35ライトニングII）
- スタプラ!（織部あやね）
- 戦国コレクション（織田信長）
- 唯一性ミリオンアーサー（ガウェイン）
- ダンジョントラベラーズ2 王立図書館とマモノの封印（イスト）
- デジモンアドベンチャー
- 百年戦記 ユーロ・ヒストリア
- フェアリーフェンサー エフ（アリン）
- Fate/EXTRA CCC（ランサー〈エリザベート・バートリー〉）
- Princess Arthur（マリー）
- ムシブギョー（火鉢）
- 桃色大戦ぱいろん+（2013年 - 2014年、ロキ・オイレンシュピーゲル、雛詩ミキ）
- 0時の鐘とシンデレラ〜Halloween Wedding〜（オデット＝スカーレット）

2014年
- 御城プロジェクト（小諸城、稲葉山城、島原城）
- カードファイト!! ヴァンガード ロック オン ビクトリー!!（日下部リン）
- グリモア〜私立グリモワール魔法学園〜（冬樹イヴ）
- コアマスターズ（アンナ）
- 白猫プロジェクト（リンゴ）
- 神撃のバハムート（ルミナスランサー）
- テイマーズダンジョン（ジヴ）
- プリパラ（2014年 - 2018年、マイキャラ、みあ）
- 魔法少女大戦 ZANBATSU（マナヒメ）
- モンスターハンター メゼポルタ開拓記（ソフィア、フィリア、ケイト）
- 嫁コレ（神月・フェラーリ）
- ロストディメンション（ヒメノ・アカツキ）

2015年
- アンジュ・ヴィエルジュ 〜第2風紀委員 ガールズバトル〜（フィア・ゼルスト）
- イグジストアーカイヴ -The Other Side of the Sky-（蒼鷺ユイ）
- 俺タワー 〜Over Legend Endless Tower〜（ニパ子、半田ごて）
- グランスフィア 〜宿命の王女と竜の騎士〜（従者イオ）
- 限界凸起 モエロクリスタル（ヨーコ）
- 戦国姫譚MURAMASA-雅-（2015年 - 2016年、真田幸村、今川義元）
- たんさくえすと!（きあら）
- チェインクロニクル〜絆の新大陸〜（アンジェラ）
- 超銀河船団（モリモト・マユカ）
- デジモンストーリー サイバースルゥース（相羽アミ）
- 東京新世録 オペレーションバベル（七世ヒカル）
- 東京ファントム（御厨美咲）
- 神刻の娘
- Fate/Grand Order（2015年 - 2023年、エリザベート・バートリー、アストルフォ、メカエリチャン、メカエリチャンII号機） - 2作品
- フェアリーフェンサー エフ ADVENT DARK FORCE（アリン）
- ミラクルガールズフェスティバル（吉川ちなつ）
- レイギガント（伊佐野真名）
- ロボットガールズZ ONLINE（Vちゃん〈コン・バトラーV〉）

2016年
- アイドルコネクト-AsteriskLive-（火ノ前留奈）
- IRroid〜恋の有効フロンティア〜（加納ロコ）
- アリスオーダー（オリガ・マルシャーク、武臣歩望）
- あんさんぶるガールズ!!（藍乃あいか）
- ヴァンパイア†ブラッド-月戯-（桐原アゲハ、ローズ）
- 御城プロジェクト:RE〜CASTLE DEFENSE〜（小諸城、島原城、稲葉山城、岐阜城、金華山城）
- オルタナティブガールズ（真野桜子）
- カードファイト!! ヴァンガードG ストライド トゥ ビクトリー!!（日下部アン）
- 神獄塔 メアリスケルター（赤ずきん）
- クイズRPG 魔法使いと黒猫のウィズ（2016年 - 2024年、マリナ・ビヴロス、さんぱぎぃ・いーの）
- グランブルーファンタジー（2016年 - 2024年、ルナール） - 3作品
- グリムノーツ（ジャンヌ・ダルク、時計ウサギ、カオス・ジャンヌ、グレシア姫、カイ、カオス・時計ウサギ、ラーラ）
- シノビナイトメア（コダチ）
- Shadowverse（悪戯なネクロマンサー、デザートライダー、プリズムプリースト、わがままプリンセス）
- スマッシュドラグーン（ベル）
- 星界神話 -ASTRAL TALE-（ローラ）
- SOUL REVERSE ZERO（2016年 - 2017年、アタランテ、クロエ、貂蝉、マリーアントワネット、巴御前）
- 超銀河船団∞ -INFINITY-（アキュートドラン）
- トキメキファンタジー ラテール（ニパ子）
- ナイトスリンガー（リン）
- パズルワンダーランド（ミタマ）
- ファントム オブ キル（2016年 - 2019年、ヴォータン、リサナウト・針枷・クロノス）
- Fate/EXTELLA（2016年 - 2018年、エリザベート＝バートリー、アストルフォ） - 2作品
- りりくる Rainbow Stage!!!（綾坂歩実）

2017年
- StarHorsePocket（笹山美咲）
- 編隊少女 -フォーメーションガールズ-（ワン・グァンリー）
- ユバの徽（ニパ子、リューダ・ナウル）
- あくしず戦姫 〜戦場を駆ける乙女たち〜（VI号戦車E型ティーガーI）
- サムライ ライジング（アンジェラ）
- ダンジョントラベラーズ2-2 闇堕ちの乙女とはじまりの書（イスト）
- さんぽけ〜三国志大戦ぽけっと〜（エリザベート＝バートリー）
- 青空アンダーガールズ!（風早響香）
- プリンセス・プリンシパル GAME OF MISSION（エレナ・クレイ、サラ・クレイ）
- アズールレーン（睦月、如月、新月）
- ヴァルキリーコネクト（2017年 - 2018年、ラーズグリーズ、ランドグリーズ、メイファ、カトラ）
- きららファンタジア（2017年 - 2020年、野々原ゆずこ、御庭つみき）

2018年
- Re:ステージ!プリズムステップ（吉川ちなつ）
- ヴァンパイア†ブラッド（桐原アゲハ、ローズ）
- プリキュア つながるぱずるん（調辺アコ / キュアミューズ）
- プリパラ オールアイドルパーフェクトステージ!（華園みあ、マイキャラゲームボイス）
- キラッとプリ☆チャン（マイキャラ）
- 暁のエピカ -Union Brave-（ローラ）
- ブラウンダスト（ミカエラ）
- 神獄塔 メアリスケルター2（赤ずきん）
- 毎日こつこつ俺タワー（半田ごて）
- 異世界魔王と召喚少女の奴隷魔術 X Reverie（シルヴィ）
- ドールズフロントライン（M99、ウロボロス）
- 交響性ミリオンアーサー（ラタトスク）
- 東京コンセプション（キリノ）
- ゲシュタルト・オーディン（霧峰オリエ）
- マップラス+カノジョ（神代ゆきこ）
- ホップステップジャンパーズ（ミドリ）

2019年
- グラフィティスマッシュ（モカ）
- 47 HEROINES（鶴丸芹菜）
- 東京放課後サモナーズ（アルジャーノン、アールプ、オトヒメ）
- メガミラクルフォース（ヨーコ、アリン、赤ずきん、メリン）
- ボーダーブレイク（イーリス）
- DAEMON X MACHINA（アビス、ヘヴン）
- ガール・カフェ・ガン（桐子）
- ワールドフリッパー（ソーニャ、アリス、チャルア）
- アクション対魔忍（白瀬楪）

2020年
- 神田川JET GIRLS（パン・ツウィ）
- 誰ガ為のアルケミスト（リサナウト）
- セガNET麻雀 MJ / Arcade（イーリス） - 2作品
- ラストオリジン（スカディー）
- クロスクロニクル（エリス）
- 聖剣伝説3 TRIALS of MANA（アンジェラ）
- レッド：プライドオブエデン（ノエル、イルダ）
- アークザラッド R（アンリエッタ）
- ラストエトワール：自由への軌跡（ルイス）
- Epic Seven（セザン）
- 神獄塔 メアリスケルターFinale（赤ずきん）
- STARHORSE4（笹山美咲）
- 武装神姫 アーマードプリンセス バトルコンダクター（ハーモニーグレイス）

2021年
- ブルーアーカイブ -Blue Archive-（2021年 - 2022年、浅黄ムツキ）
- ブラック・サージナイト（那智）
- ファンタジア・リビルド（亜玖璃）

2022年
- 聖剣伝説 ECHOES of MANA（アンジェラ）
- マギアレコード 魔法少女まどか☆マギカ外伝（真井あかり）
- アイドルコネクト -AsteriskLive- 2022（火ノ前留奈）
- フェアリーフェンサー エフ Refrain Chord（アリン）
- 機動戦士ガンダム 鉄血のオルフェンズG（ベローズ・コーサ）

2023年
- 逆転オセロニア（MEMちょ）
- サクライグノラムス（木立）
- えとはなっ!〜干支っ娘・花札バトル〜（鼠屋ここね）
- アイドルマスター シャイニーカラーズ（2023年 - 2024年、MEMちょ）
- アイドルランドプリパラ（華園みあ、マイキャラゲームボイス）
- プリンセスコネクト！Re:Dive（2023年 - 2024年、ネフィ＝ネラ / 志木場禰󠄀羅）
- 東方幻想エクリプス（因幡てゐ）
- 勝利の女神:NIKKE（ティア）

2024年
- ファントム オブ キル -オルタナティブ・イミテーション-（リサナウト）
- 雀魂（浅黄ムツキ）
- 東方スペルカーニバル（驪駒早鬼）
- リルヤとナツカの純白な嘘（透月夜）
- モンスターストライク（2024年 - 2025年、MEMちょ、ソーカ）
- ベイブレードエックス XONE（秋月スイ）
- 共闘ことばRPG コトダマン（MEMちょ）

2025年
- ぷよぷよ!!クエスト（MEMちょ）

### ドラマCD
2011年
- コープスパーティー Book of Shadows プロジェクト・ドーリーズ（十三月愛狩）
- シュガーアップル・フェアリーテイル（アン・ハルフォード）

2012年
- 一緒にクッキング -クールビューティーなメイド-（すずね）
- サーバント×サービス（一宮塔子） - コミックス2巻ドラマCD付き特装版
- しゅらばら!（羊飼桃乃）
- 戦国コレクション（“小悪魔王”織田信長）
- トリニティセブン 7人の魔書使い（倉田ユイ）
- バナナは姉に入りますか?（赤井玲子） - チャンピオンREDいちご VOL34付属ドラマCD
- 伏 銀華と氷刃の猟奇録（毛野）
- まおゆう4コマ 向いてませんよ、魔王様（語り妖精） - コミックス第1巻初回版
- ゆるゆり 激論!ミラクるん現象に迫る（吉川ちなつ） - コミックス第8巻ドラマCD付き限定

2013年
- 暁のヴァンピレス 前奏曲 -side Kira&Kirill×Ulberta-（ウルベルタ・ヴォルフグント） - コミックス付属CD
- フェアリーフェンサー エフ リミテッドエディション 特典「秘密のデートCD」（アリン）
- ブラック・スイーツ（ストライプ、りおん）
- みならい女神 プルプルんシャルム（十六夜花音）

2014年
- 一週間フレンズ。 あれからの友達。（山岸沙希）
- 10歳の保健体育（鮎川宮澤） - 単行本第7巻 特装版付属CD
- ふしぎ荘+住人×住人2（柚子）
- ルナル・サーガ 〜呪われし真紅の森〜（エフェメラ・クルツ）
- ろんぐらいだぁす!（西條雛子）

2015年
- ハンドレッド（エミール・クロスフォード）
- フェアリーフェンサー エフ ADVENT DARK FORCE リミテッドエディション 特典ドラマCD「妖聖高校の七不思議」（アリン）
- モモキュンソード すぺしゃるCD 桃（栗）
- ゆゆ式 おいしい毎日（野々原ゆずこ）※Blu-ray BOX初回限定生産特典
- りりくる - LIly LYric cyCLE - Vol.4 - 6（綾坂歩実）

2016年
- ツキウタ。シリーズ Fluna ベストアルバム「花月」（桃崎ひな）※ドラマ部分
- ハンドレッド（エミール・クロスフォード） ※第10巻ドラマCD付き限定特装版
- ドラマCD りりくるVol.7『輝く!? スターの条件!』（綾坂歩実）※初回限定版封入

2017年
- ばらかもん（新井珠子）※第15 - 16巻ドラマCD付き初回限定特装版
- ゆゆ式 王さまの日常（野々原ゆずこ）※ゆゆ式 OVA初回限定版特典

2018年
- おかしな転生（ジョゼフィーネ）

2020年
- クラスメイトが使い魔になりまして 「リリスのモテ力アップ講座」（藤原千影）
- 転生しまして、現在は侍女でございます。（プリメラ）※『転生しまして、現在は侍女でございます。0』ドラマCD付き書籍

2022年
- 傭兵団の料理番（リル）※『傭兵団の料理番』第14巻 ドラマCD付き限定特装版

### ラジオドラマ
※はWebラジオ番組。
- ろんぐらいだぁす!（2014年、西條雛子[334]）
- らじどらッ!〜夜のドラマハウス〜 「ハロウィン」（2015年）
- 琵琶ロック（2022年※、アイコ[335]）

### 吹き替え

#### 映画
- インビジブル・シスター（2016年、クレオ〈ローワン・ブランチャード〉）
- グレイテスト・ショーマン（2018年、キャロライン〈オースティン・ジョンソン〉[336]）

#### ドラマ
- ガール・ミーツ・ワールド（2015年、ライリー・マシューズ〈ローワン・ブランチャード〉）
- ファインド・ミー 〜パリでタイムトラベル〜（2020年、バイオレット）
- ギャップ・ザ・シリーズ（2024年、ユキ〈ウラサヤー･マーライウォン（Irin）〉[337]）
- 恋する美食の宮廷記（2025年、リン・シャオシャオ〈ホー・ルイシエン〉）

#### アニメ
- バットマン:ブレイブ&ボールド（2011年、 アイス）
- きかんしゃトーマス（2022年 - 、カナ[338][339]）
  - きかんしゃトーマス めざせ!夢のチャンピオンカップ（2023年、カナ[340]）
  - きかんしゃトーマス 大冒険!ルックアウトマウンテンとひみつのトンネル（2024年、カナ[341]）
  - きかんしゃトーマス ぼくのたいせつなともだち（2025年、カナ[342]）
  - きかんしゃトーマス サンタをさがせ! パーシーのクリスマス急行（2025年、カナ）
- 下の階には澪がいる（2024年、桃井真珠[343]）

### ラジオ
※はインターネット配信。
- A&G NEXT GENERATION Lady Go!!（2010年 - 2015年、超!A&G+※）
- ゆりゆららららゆるゆり放送室（2011年 - 2016年、ラジオ大阪・HiBiKi Radio Station※・音泉※）
- 大久保瑠美・福原香織のあっちこっちステーション（2012年、超!A&G+※）
- 戦コレラジオ「小悪魔王・大久保瑠美の天下布武」（2012年、音泉※）
  - 戦コレラジオ「小悪魔王・大久保瑠美の天下布武第弐幕」（2012年 - 2013年、音泉※）
- a-FANFAN15（2013年、USEN※）
- 大久保瑠美のANIME TIME LINE （2013年、超!A&G+※）
- 大久保瑠美・原紗友里 青春学園 Girls High↑↑（2014年 - 2017年、超!A&G+※）
- 榎本事務所presents 大久保瑠美のラノベが書きたくなるラジオ（2014年 - 2015年、超!A&G+※）
- 日高里菜・大久保瑠美の「ALICE ORDER」ラジオーだー!（2016年、文化放送）
- ハンドレッドRADIO 100MHz（2016年、音泉※）
- スクエニ 第10BD開発局（2016年 - 2019年、文化放送『A&G TRIBAL RADIO エジソン』内）
- 東放学園映画専門学校 presents
  - 大久保瑠美・桃園ひめこ 教えてライトノベル!（2016年、超!A&G+※）
  - 大久保瑠美・南早紀 まなべる!ライトノベル!（2017年、超!A&G+※）
  - 大久保瑠美・桑原由気 まなべる!ライトノベル!（2018年 - 2022年、超!A&G+※）[344][345][346]
- Fate/Apocrypha Radio トゥリファス！（2017年 - 2018年、音泉※・テレビアニメ公式サイト※）
- Fate/Grand Order カルデア・ラジオ局 Plus → くらぶカルデア FGOラジオステーション（2019年 - 、文化放送・超!A&G+※）[347]
- 大久保瑠美・原紗友里 思春期第二形態!!（2020年 - 、ニコニコ生放送※）[348]
- レッドプライドオブエデンプレゼンツ『エデン大陸放送局』！（2020年、音泉※）[349]
- 俺だけ聴けるラジオダンジョン（2021年、音泉※）[350]
- 農民関連のスキルばっか上げてたら何故か強くなった。 スキルアップRADIO（2022年、HiBiKi Radio Station※）[351]
- 勇者パーティーを追放されたビーストテイマー、最強種の猫耳少女とラジオで出会う（2022年、音泉※）[352]
- 大久保瑠美 321ヘルツのじかん（2024年、AuDee※[353][354]）

### ラジオCD
- 大久保瑠美・福原香織のあっちこっちステーションラジオDJCD VOL.1 - 2（2012年）
- ゆゆ式放送部#1 - #6（2013年）※TVアニメ『ゆゆ式』Blu-ray第1巻 - 第6巻初回限定版特典
- DJCD「Fate/Apocrypha Radio トゥリファス!」（2017年）

### デジタルコミック
- Beeマンガ GTO（2012年、水樹ななこ）
- VOMIC ニポンゴ（2013年、李美美[355]）
- VOMIC センセイ君主（2013年、佐丸あゆは[356]）
- Beeマンガ 胸が鳴るのは君のせい（2016年、篠原つかさ[357]）
- comico ボイスコミック おとなりさん以上かぞく未満（2019年、加治佐椿[358]）
- comico ボイスコミック となりの席の小林さん。（2019年、井上梓[358]）
- ヤシャツバキ（2022年、夢幻院椿[359]）
- アニコミ 元武王のおっさんと、万魔王と呼ばれた娘。〜ほのぼの父娘の殺伐無双〜（2023年、ユーリア[360]）
- いつわりの愛～契約婚の旦那さまは甘すぎる～（2023年、西田香里[361]）

### オーディオドラマ
- あたしら憂鬱中学生（2012年、宿[362]）
- ヒマワリ:unUtopial World 小説第5巻（紙本）購入特典（2017年、ヴィゼータ[363]）
- #FFFFFF（2018年、タニア・二ノ宮・グレコ[364]）
- 神域のカンピオーネス 小説第4巻限定版購入特典（2018年、鳥羽梨於奈）

### オーディオブック
- 魔王の子、鬼の娘（2017年、朗読〈一人語り〉[365]）
- 月とライカと吸血姫 1〜4（2019年 - 2021年、イリナ・ルミネスク）
- クラスメイトが使い魔になりまして 1〜2（2020年 - 2021年、藤原千影[366][367]）
- プロペラオペラ 1〜4（2020年 - 2022年、白之宮イザヤ[368][369][370][371]）

### ASMR
- 『勇者パーティーを追放されたビーストテイマー、最強種の猫耳少女と出会う』ASMR（2022年、タニア[372][373]）
  - 4人とまったりひとやすみ
  - カナデとタニアと一緒にひとやすみ
- いっしょぐらし 〜会社の上司彼女編〜（2023年、横川紗里菜）

### テレビ番組
※はインターネット配信。
- ゆるゆりTV（2011年、ニコニコ生放送※）
- つれゲー 第38回 - 第40回（アイドル専門チャンネルPigoo：2014年2月16日 - 4月16日 パーソナリティ[374]）
- アニメマシテ 第52回 - 第53回、第72回、第93回（テレビ東京：2015年5月5日 - 5月12日 MC、10月13日 VTR出演[375]、2016年3月29日 ゲスト）
- 声優シェアハウス 大久保瑠美のるみるみる〜む（アイドル専門チャンネルPigoo：2015年5月17日 - MC[376]）
- 超特急のふじびじスクール! 第51回 - 第52回（フジテレビ：2015年10月10日 - 10月17日 女性教師）
- オオクボルミオンライン（2015年10月28日 - 、声優グランプリチャンネル※）
- ハンドレッドLIVE 100MHz（2016年3月22日 - 、ニコニコ生放送※）
- 美マッスル on the Beach -いい女をつくる夏・2016-（テレビ東京：2016年7月14日 ナレーション）
- 大久保瑠美の○○な件（2020年 - 、ニコニコ動画※・YouTube※）[377]

### 舞台
- 声の優れた俳優によるドラマリーディング日本文学名作選vol.4「それから」（2017年、紀伊國屋サザンシアター TAKASHIMAYA）[378]
- 大井町クリームソーダ「シロツメクサ有り余り、そして咲き誇る」（2019年4月、東京）
- 日本の古典シリーズ朗読劇『源氏物語〜奥ゆかしき恋の果て〜』（2019年8月24日、TOKYO FM HALL）女性たち 役[379]
- 朗読劇『ドリアン・グレイの肖像』

### 映像商品
2012年
- ごらく部な地球の歩き方 〜ドイツ編〜
- ごらく部な地球の歩き方 〜香港編〜
- TVアニメ「ゆるゆり」ライブイベント『七森中♪りさいたる』
- TVアニメ「ゆるゆり」ライブイベント2『七森中♪うたがっせん』

2013年
- Lady Go!! second date 〜夏 ときどき 恋〜
- Lady Go!! third date 〜スキな人まで徒歩0分〜
- TVアニメ「ゆるゆり」ライブイベント3『七森中♪ふぇすてぃばる』
- TVアニメ「ゆるゆり」ライブイベント4『夏だ!まつりだ!!!全員集合└(б∇б)┘ごらく部☆なちゅまつり』

2014年
- 金朋声優ラボ Vol.4
- 人狼バトル〜missing girl in fairyland〜
- 声優ゆめ日記〜大久保瑠美〜
- つれゲー Vol.13 大久保瑠美&西明日香×SIREN2
- TVアニメ「ムシブギョー」イベントDVD〜常住宴陣〜
- みならい女神育成局にようこそ!
- 「WORKING!!」「サーバント×サービス」夏祭りだよ!!全員集合

2015年
- 大久保瑠美・原紗友里 青春学園 Girls High↑↑ファンディスク 修学旅行 in 沖縄
- ごらく部な地球の歩き方 〜七森中☆ごらく部のなちゅやちゅみ!〜きゃんぷ編
- ごらく部な地球の歩き方 〜七森中☆ごらく部のなちゅやちゅみ!〜まちあるき編
- ゆるゆりスペシャルイベント『七森中☆さみっと』
- ゆるゆりライブイベント6『七森中♪やがいふぇす』
- Lady Go!! fourth date 〜ハートつながる公園通り〜

2016年
- 大久保瑠美・原紗友里 青春学園 Girls High↑↑ファンディスク Vol.2 課外授業 〜なつのおもいで〜
- MARINE COLLECTION LIVE 2016 TWINKLING+ STAR MUSIC VIDEO
- ゆるゆりライブイベント7『七森中♪はっぴ〜ぱ〜てぃ〜』
- Lady Go!! fifth date 〜君と私の時代〜

2017年
- ツキウタ。ガールズライブ2016 in 横浜

2018年
- Lady Go!! 卒業イベント 〜1841日の奇跡〜

### パチンコ・パチスロ
- シンデレラブレイド（2012年、マリア）
- CR麻雀物語2〜めざせ!雀ドル決定戦!〜（2015年、ルカ[385]）
- CRモモキュンソード〜星と黄金の太刀〜（2014年、栗[386]）
- 戦国コレクション2（2015年、織田信長[387]）
- CRモモキュンソード3（2016年、栗[388]）

### PV
- 白き煌王姫と異能魔導小隊 1巻PV（2013年、ナレーション[389]）
- 傭兵団の料理番 PV（2020年、ナレーション[390][391]
- 全部君のせいだ 1巻発売記念PV（2022年、夜伽[392]）
- ガイド役の天使を殴り倒したら、死霊術師になりました 1巻PV（2024年、バビロン[393]）
- シャドウ・アサシンズ・ワールド コミカライズ連載開始&原作小説1巻発売記念PV（2024年、ヒカリ[394]）

### その他コンテンツ
- 月刊コミックTV ドラマシアター コミドラ
  - あやはとり召喚帖（女性）
  - 私立!美人坂女子高校（氏家紗世子、女子生徒）
  - Oz-オズ-（ドロシー）
  - ひまわりさん（風祭まつり）
  - オオカミさんと!（赤井陽菜子）
- SAY!YOU!SAY!ME!（9月マンスリーゲスト）
- キッズステーション エリア23 60日のシンデレラ（名前未決定）
- MAG・ネット（2011年4月1日）
- 日本アパッチキャメルユーザー会 Apache Camel応援キャラクター（アイシャ）
- 桃キュン剣 星と黄金の太刀（第18話・第19話・第20話朗読）
- カノジョグ（2012年、桃瀬七夕[395]）
- 鉄道むすめ 『全国“鉄道むすめ”巡り2nd』公式ガイドブック（立石あやめ[396]）
- モモキュンソード 雪と白銀の少女（第13話・第14話朗読）
- 声優&キャラ★コンシェル しゃべってキャラ（2013年、るみろん[397]）

- 絵本スタジオ（2014年、ナレーション[398]）
- 大久保瑠美×読売新聞『編集手帳』朗読[399]
- 声優オリジナルパソコン「Type:YOU」第3弾 TYPE06 赤﨑千夏・大久保瑠美モデル[400]
- MAPLUS+（2017年、ニパ子[401]）
- 3ねんDぐみガラスの仮面〜とびだせ私たちのVR（ヴィクトリーロード）〜（2017年、姫川亜弓[402]）
- 男子禁制!女子だけの「ゲーマーズ!ガールズトーク」#1 - 6（2017年 - 2018年）[403]※ゲーマーズ! Blu-ray&DVD各巻購入特典
- 大久保瑠美DVDブック るみがた。（2018年）
- 富岡製糸場音声ガイドアプリ（2022年、日本語案内役[404]）
- ポッドキャスト番組「ミらい、ツくる、イいこと話」（2024年1月）[405]

## ディスコグラフィ

### キャラクターソング
| 発売日   | 商品名                                                                                           | 歌 | 楽曲 | 備考                                                                                           |
| 2011年   | 2011年                                                                                           | 2011年 | 2011年 | 2011年                                                                                         |
| -------- | ------------------------------------------------------------------------------------------------ | --- | --- | ---------------------------------------------------------------------------------------------- |
| 4月27日  | はぴカピドーナッツ!!                                                                             | カッピ（加藤英美里）、スグリ（大久保瑠美） | 「はぴカピドーナッツ!!」 | テレビアニメ『はっぴ〜カッピ』オープニングテーマ                                               |
| 9月7日   | ゆるゆりのうたシリーズ♪04 まるごと！                                                             | 吉川ちなつ（大久保瑠美） | 「まるごと！」 「Lovely」 | テレビアニメ『ゆるゆり』関連曲                                                                 |
| 11月30日 | スイートプリキュア♪ ボーカルアルバム2 〜こころをひとつに〜                                       | キュアミューズ（大久保瑠美） | 「Overture <友情序曲>」 | テレビアニメ『スイートプリキュア♪』関連曲                                                      |
| 11月30日 | スイートプリキュア♪ ボーカルアルバム2 〜こころをひとつに〜                                       | キュアメロディ（小清水亜美）、キュアリズム（折笠富美子）、キュアビート（豊口めぐみ）、キュアミューズ（大久保瑠美） | 「夢の扉」 | テレビアニメ『スイートプリキュア♪』関連曲                                                      |
| 11月30日 | スイートプリキュア♪ ボーカルアルバム2 〜こころをひとつに〜                                       | チーム スイートプリキュア♪ | 「ONE〜こころをひとつに〜」 | テレビアニメ『スイートプリキュア♪』関連曲                                                      |
| 2012年   |                                                                                                  | | |                                                                                                |
| 1月25日  | ループ                                                                                           | やゆゆ | 「ループ」 | Webアニメ『こぴはん』オープニングテーマ                                                        |
| 1月25日  | ループ                                                                                           | やゆゆ | 「カナタ」 | Webアニメ『こぴはん』関連曲                                                                    |
| 2月15日  | ゆるゆりのうた♪あるばむ『あい♥かわらず…。』                                                      | 吉川ちなつ（大久保瑠美） | 「Day by day」 | テレビアニメ『ゆるゆり』関連曲                                                                 |
| 2月15日  | ゆるゆりのうた♪あるばむ『あい♥かわらず…。』                                                      | 赤座あかり（三上枝織）、吉川ちなつ（大久保瑠美） | 「女と女のゆりゲーム」 | テレビアニメ『ゆるゆり』関連曲                                                                 |
| 4月18日  | あっちでこっちで                                                                                 | あっち⇔こっち | 「あっちでこっちで」 | テレビアニメ『あっちこっち』オープニングテーマ                                                 |
| 4月18日  | あっちでこっちで                                                                                 | 御庭つみき（大久保瑠美）、音無伊御（岡本信彦） | 「あっちこっちまいにち！」 | テレビアニメ『あっちこっち』関連曲                                                             |
| 4月18日  | 手をギュしてね                                                                                   | 御庭つみき（大久保瑠美） | 「手をギュしてね」 | テレビアニメ『あっちこっち』エンディングテーマ                                                 |
| 4月18日  | 手をギュしてね                                                                                   | 御庭つみき（大久保瑠美） | 「ツンネコのワルツ」 | テレビアニメ『あっちこっち』関連曲                                                             |
| 5月16日  | あっちこっち キャラクターソングミニアルバム 〜お悩みゅーじっく・たーみなる〜                     | 御庭つみき（大久保瑠美） | 「恋の花びらをね」 | テレビアニメ『あっちこっち』関連曲                                                             |
| 6月6日   | 戦国コレクション キャラクターソング Vol.01 “小悪魔王”織田信長&“泰平女君”徳川家康                 | 織田信長（大久保瑠美） | 「新しい世界」 | テレビアニメ『戦国コレクション』関連曲                                                         |
| 7月18日  | ゆるゆり♪♪みゅ〜じっく02 あのねっ！                                                              | 吉川ちなつ（大久保瑠美） | 「あのねっ！」 「乙女日和☆」 | テレビアニメ『ゆるゆり♪♪』関連曲                                                               |
| 7月24日  | シンデレラブレイド Big Bonus Music                                                               | ネモフィラ（米澤円）、アテナ（赤﨑千夏）、レイラ（後藤沙緒里）、マリア（大久保瑠美）、リリス（恒松あゆみ） | 「シンデレラ・ガール」 | CR『シンデレラブレイド』主題歌                                                                 |
| 9月19日  | 織田信奈の野望 Music of the different world 歌姫04                                               | 梵天丸（大久保瑠美） | 「One in a million!!」 | テレビアニメ『織田信奈の野望』関連曲                                                           |
| 12月19日 | ゆるゆり♪♪ すぺしゃるなさうんどCD その4 『ゆっ、結衣先輩、幸せですぅ〜！』                       | 船見結衣（津田美波）、吉川ちなつ（大久保瑠美） | 「ガールズパワーで」 | テレビアニメ『ゆるゆり♪♪』エンディングテーマ                                                   |
| 12月19日 | プリティーリズム・ディアマイフューチャー プリズムソング・コレクション 『Life is just a miracle』 | Prizmmy☆ぼいすアクトレス | 「Life is just a miracle 〜生きているって素晴らしい〜」 | テレビアニメ『プリティーリズム・ディアマイフューチャー』オープニングテーマ                     |
| 12月19日 | プリティーリズム・ディアマイフューチャー プリズムソング・コレクション 『Life is just a miracle』 | COSMOs | 「cheer! yeah! ×2」 | テレビアニメ『プリティーリズム・ディアマイフューチャー』挿入歌                                 |
| 2013年   |                                                                                                  | | |                                                                                                |
| 2月6日   | ゆるゆりのうた♪あるばむ2『はいっ!テ・ウ・ガ♪〜High Tension Ultra girls〜』                       | ゆるゆり★ライブすたぁ〜ず！ | 「え〜る♪」 | テレビアニメ『ゆるゆり♪♪』関連曲                                                               |
| 2月6日   | ゆるゆりのうた♪あるばむ2『はいっ!テ・ウ・ガ♪〜High Tension Ultra girls〜』                       | 吉川ちなつ（大久保瑠美） | 「網走慕情」 | テレビアニメ『ゆるゆり♪♪』挿入歌                                                               |
| 2月6日   | ゆるゆりのうた♪あるばむ2『はいっ!テ・ウ・ガ♪〜High Tension Ultra girls〜』                       | 船見結衣（津田美波）、吉川ちなつ（大久保瑠美） | 「ガールズパワーで【TVサイズ】」 | テレビアニメ『ゆるゆり♪♪』エンディングテーマ                                                   |
| 2月6日   | ゆるゆりのうた♪あるばむ2『はいっ!テ・ウ・ガ♪〜High Tension Ultra girls〜』                       | 歳納京子（大坪由佳）、吉川ちなつ（大久保瑠美） | 「網走慕情【すぺしゃる★デュエット】」 | テレビアニメ『ゆるゆり♪♪』関連曲                                                               |
| 3月1日   | ツキウタ。3月 桃崎ひな 『春待ち息吹は君恋し』                                                    | 桃崎ひな（大久保瑠美） | 「春待ち息吹は君恋し」 「春の小川(march re arrange)」 | キャラクターCD『ツキウタ。』関連曲                                                             |
| 4月17日  | せーのっ！                                                                                       | 情報処理部 | 「せーのっ！」 | テレビアニメ『ゆゆ式』オープニングテーマ                                                       |
| 4月17日  | せーのっ！                                                                                       | 情報処理部 | 「セツナイロ」 | テレビアニメ『ゆゆ式』イメージソング                                                           |
| 5月22日  | ムシブギョー キャラクターソング B-Side 火鉢 激情パラノイア                                       | 火鉢（大久保瑠美） | 「激情パラノイア」 「発破ッパラッパ」 | テレビアニメ『ムシブギョー』関連曲                                                             |
| 6月26日  | 関連曲集ロボットアニメ                                                                           | モリ（大久保瑠美） | 「◯◯モリモリ」 | テレビアニメ『直球表題ロボットアニメ』関連曲                                                   |
| 7月17日  | ゆゆ式 キャラクターソングアルバム いちげんめ！                                                   | 情報処理部 | 「せーのっ！」 | テレビアニメ『ゆゆ式』オープニングテーマ                                                       |
| 7月17日  | ゆゆ式 キャラクターソングアルバム いちげんめ！                                                   | 情報処理部 | 「セツナイロ」 | テレビアニメ『ゆゆ式』イメージソング                                                           |
| 7月17日  | ゆゆ式 キャラクターソングアルバム いちげんめ！                                                   | 情報処理部 | 「ミラクルファンシー」 | テレビアニメ『ゆゆ式』関連曲                                                                   |
| 7月17日  | ゆゆ式 キャラクターソングアルバム いちげんめ！                                                   | 野々原ゆずこ（大久保瑠美） | 「これは由々しき事態です！〜本当は本当は・・・ナノ〜」 | テレビアニメ『ゆゆ式』関連曲                                                                   |
| 7月26日  | ムシブギョー キャラクターソング 4 火鉢 反抗Myself                                                | 火鉢（大久保瑠美） | 「反抗Myself 」 「紫陽花レイニーダンス」 「GO STRAIGHT」 | テレビアニメ『ムシブギョー』関連曲                                                             |
| 8月28日  | エミル・クロニクル・オンライン アルマモンスター キャラクターソング                               | ミニー・ドゥ・アルマ（大久保瑠美） | 「夢みるこころは、ミラクルなのよ！」 | ゲーム『エミル・クロニクル・オンライン』関連曲                                                 |
| 9月11日  | シャララ☆ランデヴー                                                                              | team.スピカ | 「シャララ☆ランデヴー」 | ラジオ『スタプラ！ 星華学院放送部』エンディングテーマ                                          |
| 9月11日  | シャララ☆ランデヴー                                                                              | 織部あやね（大久保瑠美） | 「シャララ☆ランデヴー」 | ゲーム『スタプラ！』関連曲                                                                     |
| 11月15日 | TVアニメ「ムシブギョー」キャラクターソングミニアルバム-火鉢- ひば×チラ！                         | 火鉢（大久保瑠美） | 「激情パラノイア」 「発破ッパラッパ」 「反抗Myself」 「紫陽花レイニーダンス」 「GO STRAIGHT」 「ひば×チラ！」                                                           | テレビアニメ『ムシブギョー』関連曲                                                             |
| 12月28日 | ゆゆ式 〜If you want to be happy, be.〜                                                          | 情報処理部 | 「winter flower」 | ドラマCD『ゆゆ式』オープニングテーマ                                                           |
| 2014年   |                                                                                                  | | |                                                                                                |
| 1月25日  | Fate/EXTRA CCC ルナティックステーション2013                                                      | エリザベート（大久保瑠美） | 「AKOGARE∞TION」 | ゲーム『Fate/EXTRA CCC』関連曲                                                                 |
| 2月19日  | ガリレイドンナが、ねごとになってみた                                                             | 星月・フェラーリ（日高里菜）、神月・フェラーリ（大久保瑠美）、葉月・フェラーリ（真堂圭）、アンナ・ヘンドリックス（井上麻里奈） | 「シンクロマニカ」 | テレビアニメ『ガリレイドンナ』関連曲                                                           |
| 2月21日  | TVアニメ ムシブギョー 旋律集〜蟲の奏〜                                                           | 火鉢（大久保瑠美） | 「激情パラノイア」 「発破ッパラッパ」 「反抗Myself」 「紫陽花レイニーダンス」 「GO STRAIGHT」 「ひば×チラ！」                                                           | テレビアニメ『ムシブギョー』関連曲                                                             |
| 2月21日  | TVアニメ ムシブギョー 旋律集〜蟲の奏〜                                                           | お春（明坂聡美）、火鉢（大久保瑠美） | 「GO STRAIGHT（Remix）」 | テレビアニメ『ムシブギョー』関連曲                                                             |
| 8月16日  | YURUYURI duet BEST ALBUM ゆるゆりずむ♪でゅえっと                                                 | 歳納京子（大坪由佳）、吉川ちなつ（大久保瑠美） | 「Bitter Sweet ぱらどっくす」 | テレビアニメ『ゆるゆり』関連曲                                                                 |
| 8月20日  | ぴてぃぱてぃサバイバード                                                                         | ゲスかわ☆ガールズ | 「ぴてぃぱてぃサバイバード」 | テレビアニメ『さばげぶっ！』エンディングテーマ                                                 |
| 8月20日  | ぴてぃぱてぃサバイバード                                                                         | ゲスかわ☆ガールズ | 「全女子力でExtarminating!!」 | テレビアニメ『さばげぶっ！』イメージソング                                                     |
| 8月20日  | Ready Go!! -絶対無敵の天女隊-                                                                    | 天女隊 | 「Ready Go!! -絶対無敵の天女隊-」 | テレビアニメ『モモキュンソード』エンディングテーマ                                             |
| 8月20日  | Ready Go!! -絶対無敵の天女隊-                                                                    | 天女隊 | 「Mission Complete!」 | テレビアニメ『モモキュンソード』挿入歌                                                         |
| 8月20日  | 半熟少女                                                                                         | 明神きらら（大久保瑠美） | 「クノイチでも恋がしたい」 | キャラクターCD『半熟少女』関連曲                                                               |
| 10月1日  | さばげぶっ！ キャラクターソング3 春日野うらら                                                    | 春日野うらら（大久保瑠美） | 「狙い撃ちっ！」 | テレビアニメ『さばげぶっ！』関連曲                                                             |
| 10月1日  | さばげぶっ！ キャラクターソング3 春日野うらら                                                    | 春日野うらら（大久保瑠美）、園川モモカ（大橋彩香） | 「リリカル☆ロマンチヰク」 | テレビアニメ『さばげぶっ！』関連曲                                                             |
| 10月22日 | さばげぶっ！ キャラクターソング5 豪徳寺かよ                                                      | 豪徳寺かよ（東山奈央）、鳳美煌（内山夕実）、春日野うらら（大久保瑠美） | 「銃・ゲーム・モワ・ノン・プリュ」 | テレビアニメ『さばげぶっ！』関連曲                                                             |
| 10月29日 | MIRACLE MILLION!                                                                                 | ランスロット（赤﨑千夏）、ガウェイン（大久保瑠美）、マビノギオン（南條愛乃）、トリスタン（久保ユリカ） | 「MIRACLE MILLION!」 | ゲーム『拡散性ミリオンアーサー』挿入歌                                                         |
| 2015年   |                                                                                                  | | |                                                                                                |
| 2月4日   | 半熟少女2                                                                                        | 明神きらら（大久保瑠美） | 「ポーカーフェイス」 | キャラクターCD『半熟少女2』関連曲                                                              |
| 2月4日   | 半熟少女2                                                                                        | 石英カトレーナ瑤（明坂聡美）、明神きらら（大久保瑠美） | 「しんでしまうとはなさけない！」 | キャラクターCD『半熟少女2』関連曲                                                              |
| 2月4日   | ゆゆ式「にげんめ」野々原 ゆずこ編                                                                | 野々原ゆずこ（大久保瑠美） | 「HappyDays☆」 「これは由々しき事態です！〜本当は本当は・・・ナノ〜」 「せーのっ！-TV Edit 野々原 ゆずこ Ver.-」                                                        | テレビアニメ『ゆゆ式』関連曲                                                                   |
| 4月21日  | 麻雀物語2〜めざせ！雀ドル決定戦！〜オルジナルサウンドトラック                                    | ルカ（大久保瑠美） | 「小夜啼鳥（サヨナキドリ）」 | CR『麻雀物語2〜めざせ！雀ドル決定戦！〜』関連曲                                                |
| 4月22日  | やっぱりStand Up!!!!!/色彩crossroad                                                              | 有栖川凛（三上枝織）、十六夜花音（大久保瑠美）、宇佐美陽菜（小松未可子）、円城寺結衣（高森奈津美）、小此木友美（上坂すみれ） | 「やっぱりStand Up!!!!!」 | テレビアニメ『てさぐれ！部活もの すぴんおふ プルプルんシャルムと遊ぼう』オープニングテーマ     |
| 4月22日  | やっぱりStand Up!!!!!/色彩crossroad                                                              | 鈴木結愛（西明日香）、佐藤陽菜（明坂聡美）、高橋葵（荻野可鈴）、田中心春（大橋彩香）、園田萌舞子（上田麗奈）、有栖川凛（三上枝織）、十六夜花音（大久保瑠美）、宇佐美陽菜（小松未可子）、円城寺結衣（高森奈津美）、小此木友美（上坂すみれ）                                                          | 「色彩crossroad」 | テレビアニメ『てさぐれ！部活もの すぴんおふ プルプルんシャルムと遊ぼう』エンディングテーマ     |
| 5月20日  | てさプル！歌もの                                                                                 | 佐藤陽菜（明坂聡美）、十六夜花音（大久保瑠美） | 「青と黄色のあまのじゃく」 | テレビアニメ『てさぐれ！部活もの すぴんおふ プルプルんシャルムと遊ぼう』関連曲                 |
| 9月11日  | 劇場版プリパラ み〜んなあつまれ！プリズム☆ツアーズ テラコズミック☆スペシャルツアーセット 特典CD  | SAINTS、SoLaMiDressing | 「Make it! -SAINTS & SoLaMiDressing ver.-」 | 劇場アニメ『劇場版プリパラ み〜んなあつまれ!プリズム☆ツアーズ』挿入歌                          |
| 9月16日  | パチスロ戦国コレクション2 Original Sound Track                                                   | 織田信長（大久保瑠美） | 「蒼壁の空」 | パチスロ『戦国コレクション2』エンディングテーマ                                                |
| 11月4日  | ゆるゆり うた♪ソロ！02 ぴんぶら☆ピン -Pink★Black☆Pink-                                           | 吉川ちなつ（大久保瑠美） | 「ぴんぶら☆ピン -Pink★Black☆Pink-」 「チーナのえかきうた」 | テレビアニメ『ゆるゆり さん☆ハイ！』関連曲                                                     |
| 11月25日 | りりくる キャラクターデュオシリーズ 歩実♥羽佳 パッチワーク・ラブリー！                           | 綾坂歩実（大久保瑠美）、宇崎羽佳（洲崎綾） | 「パッチワーク・ラブリー！」 | ドラマCD『りりくる』関連曲                                                                     |
| 2016年   |                                                                                                  | | |                                                                                                |
| 5月18日  | ゆるゆり さん☆ハイ！ Blu-ray&DVD第6巻特典すぺしゃるなさうんどCD その7『みんなでうたおう！』      | 七森中☆らいぶすたぁ〜ず | 「おひるねゆにばーす」 「あっちゅ〜ま青春！（えんでぃんぐ♪ぱふぉ〜まんすver.）」                                                                                        | テレビアニメ『ゆるゆり さん☆ハイ！』関連曲                                                     |
| 5月25日  | EYES ON ME                                                                                       | エミリア（大久保瑠美）、サクラ（吉岡茉祐） | 「EYES ON ME」 | テレビアニメ『ハンドレッド』エンディングテーマ                                                 |
| 7月29日  | ツキウタ。シリーズ 桃崎ひな『このこねこのこ』                                                    | 桃崎ひな（大久保瑠美） | 「このこねこのこ」 「ネバー・エンディング！」 | キャラクターCD『ツキウタ。』関連曲                                                             |
| 8月12日  | IDOL CONNECT -UNIT DISC- 初めまして、大好きです!                                                 | GARNET PARTY | 「STAGE」 「RED SWEETIE」 | ゲーム『アイドルコネクト -AsteriskLive-』関連曲                                                |
| 8月12日  | IDOL CONNECT -Solo Disc- Feelings of girl                                                        | 火ノ前留奈（大久保瑠美） | 「Rave Live」 | ゲーム『アイドルコネクト -AsteriskLive-』関連曲                                                |
| 9月28日  | ハンドレッドバトルソングシリーズ02                                                               | エミリア・ハーミット（大久保瑠美）、クレア・ハーヴェイ（M・A・O） | 「共振のアリセイダ」 | テレビアニメ『ハンドレッド』関連曲                                                             |
| 11月23日 | ハッピーアイスクリーム！                                                                         | チーム フォルトゥーナ | 「ハッピーアイスクリーム！」 | テレビアニメ『ろんぐらいだぁす！』エンディングテーマ                                           |
| 11月23日 | ハッピーアイスクリーム！                                                                         | 西條雛子（大久保瑠美） | 「ハッピーアイスクリーム！」 | テレビアニメ『ろんぐらいだぁす！』関連曲                                                       |
| 2017年   |                                                                                                  | | |                                                                                                |
| 2月8日   | OVA「ゆゆ式」OP&EDテーマ                                                                         | 情報処理部 | 「きらめきっ！の日」 | OVA『ゆゆ式』オープニングテーマ                                                                |
| 2月8日   | OVA「ゆゆ式」OP&EDテーマ                                                                         | 情報処理部 | 「青空のつくりかた」 | OVA『ゆゆ式』エンディングテーマ                                                                |
| 2月18日  | IDOL CONNECT -Memorial Disc- キミが一度笑うなら、千回わたしは歌うんだ。                          | 火ノ前留奈（大久保瑠美） | 「神様お願い♪」 | ゲーム『アイドルコネクト -AsteriskLive-』関連曲                                                |
| 3月24日  | OVA「ゆゆ式」キャラクターソングアルバム                                                          | 野々原ゆずこ（大久保瑠美） | 「油断したらだめですよ！」 | OVA『ゆゆ式』関連曲                                                                            |
| 3月24日  | OVA「ゆゆ式」キャラクターソングアルバム                                                          | 野々原ゆずこ（大久保瑠美）、櫟井唯（津田美波） | 「放課後ホワイトボード」 | OVA『ゆゆ式』関連曲                                                                            |
| 5月26日  | 3ねんDぐみガラスの仮面 Blu-ray特典CD                                                             | 北島マヤ（阿澄佳奈）、姫川亜弓（大久保瑠美）、桜小路優（梶裕貴） | 「黄昏のエンド」 | テレビアニメ『3ねんDぐみガラスの仮面』エンディングテーマ                                       |
| 8月18日  | IDOL CONNECT asterisk live! Star*Trine                                                           | 春宮空子（森千早都）、瀬月唯（相坂優歌）、羽田千乃（本渡楓）、火ノ前留奈（大久保瑠美）、高花ひかり（芝崎典子）、古風楓（大森日雅）、柚木ミユ（木村千咲）、泉水つかさ（橋本ちなみ）、坂上八葉（日高里菜）                                                                                            | 「Star*Trine」 | ゲーム『アイドルコネクト -AsteriskLive-』関連曲                                                |
| 8月23日  | GAMERS!                                                                                          | 天道花憐（金元寿子）、星ノ守千秋（石見舞菜香）、亜玖璃（大久保瑠美） | 「GAMERS!」 | テレビアニメ『ゲーマーズ！』オープニングテーマ                                                 |
| 8月23日  | GAMERS!                                                                                          | 天道花憐（金元寿子）、星ノ守千秋（石見舞菜香）、亜玖璃（大久保瑠美） | 「すれちがいクエスト」 | テレビアニメ『ゲーマーズ！』関連曲                                                             |
| 8月23日  | GAMERS!                                                                                          | 亜玖璃（大久保瑠美） | 「GAMERS!」 | テレビアニメ『ゲーマーズ！』関連曲                                                             |
| 11月29日 | ゲーマーズ！ キャラクターソングミニアルバム                                                      | 天道花憐（金元寿子）、星ノ守千秋（石見舞菜香）、亜玖璃（大久保瑠美） | 「LOVescapE」 「オレンジ空の下」 | テレビアニメ『ゲーマーズ！』関連曲                                                             |
| 11月29日 | ゲーマーズ！ キャラクターソングミニアルバム                                                      | 亜玖璃（大久保瑠美） | 「ゲキテキ！」 | テレビアニメ『ゲーマーズ！』関連曲                                                             |
| 2018年   |                                                                                                  | | |                                                                                                |
| 3月25日  | GAME PriPara Music Collection vol.5                                                              | マイキャラガールズ | 「Forever Friends 〜1/74億分の奇跡〜」 | ゲーム『アイドルタイムプリパラ』関連曲                                                         |
| 3月25日  | GAME PriPara Music Collection vol.5                                                              | マイキャラ☆クール（大久保瑠美） | 「Forever Friends 〜1/74億分の奇跡〜」 | ゲーム『アイドルタイムプリパラ』関連曲                                                         |
| 6月27日  | アイドルタイムプリパラ☆ミュージックコレクション                                                  | 華園みあ（大久保瑠美） | 「Dear My Future 〜未来の自分へ〜」 | テレビアニメ『アイドルタイムプリパラ』挿入歌                                                   |
| 6月30日  | GAME PriPara Music Collection vol.6                                                              | マイキャラガールズ | 「スススス天才スマイル」 | ゲーム『アイドルタイムプリパラ』関連曲                                                         |
| 6月30日  | GAME PriPara Music Collection vol.6                                                              | マイキャラ☆クール（大久保瑠美） | 「スススス天才スマイル」 | ゲーム『アイドルタイムプリパラ』関連曲                                                         |
| 8月17日  | Alternative Girls Character Song Collection                                                      | 朝比奈乃々（伊藤美来）、吉良小百合（本渡楓）、シルビア＝リヒター（渕上舞）、真野桜子（大久保瑠美）、悠木美弥花（竹達彩奈） | 「Link」 | ゲーム『オルタナティブガールズ』関連曲                                                         |
| 8月29日  | DeCIDE                                                                                           | SUMMONERS 2+ | 「DeCIDE」 | テレビアニメ『異世界魔王と召喚少女の奴隷魔術』オープニングテーマ                               |
| 8月29日  | DeCIDE                                                                                           | SUMMONERS 2+ | 「イルメナイト」 | テレビアニメ『異世界魔王と召喚少女の奴隷魔術』関連曲                                           |
| 9月22日  | GAME PriPara Music Collection vol.7                                                              | マイキャラガールズ | 「ありがとう、ごめんね、また明日」 | ゲーム『アイドルタイムプリパラ』関連曲                                                         |
| 9月22日  | GAME PriPara Music Collection vol.7                                                              | マイキャラ☆クール（大久保瑠美） | 「ありがとう、ごめんね、また明日」 | ゲーム『アイドルタイムプリパラ』関連曲                                                         |
| 12月28日 | Fluna!                                                                                           | Fluna | 「Fluna!」 「不思議に感じても季節は」 | キャラクターCD『ツキウタ。』関連曲                                                             |
| 2019年   |                                                                                                  | | |                                                                                                |
| 3月29日  | フリージア                                                                                       | 桃崎ひな（大久保瑠美） | 「フリージア」 | キャラクターCD『ツキウタ。』関連曲                                                             |
| 5月25日  | GAME Pri☆chan Music Collection vol.1                                                             | マイキャラガールズ | 「パシャッとパシャ☆ステでゴー！ 〜Go★Go Pri☆chan!〜」 | ゲーム『キラッとプリ☆チャン』関連曲                                                            |
| 5月25日  | GAME Pri☆chan Music Collection vol.1                                                             | マイキャラ☆つよき（大久保瑠美） | 「パシャッとパシャ☆ステでゴー！ 〜Go★Go Pri☆chan!〜」 | ゲーム『キラッとプリ☆チャン』関連曲                                                            |
| 9月14日  | GAME Pri☆chan Music Collection vol.2                                                             | マイキャラガールズ | 「Forever Friends 〜1/74億分の奇跡〜（プリ☆チャン2018ver.）」 「スススス天才スマイル（プリ☆チャン2018ver.）」 「ありがとう、ごめんね、また明日（プリ☆チャン2018ver.）」 | ゲーム『キラッとプリ☆チャン』関連曲                                                            |
| 10月23日 | BULLET MERMAID                                                                                   | パン・ツウィ（大久保瑠美）、パン・ティナ（大空直美） | 「PAr☆nTY→NIGHT」 | テレビアニメ『神田川JET GIRLS』関連曲                                                          |
| 2020年   |                                                                                                  | | |                                                                                                |
| 1月24日  | 神田川JET GIRLS BD・DVD第1巻特典CD                                                               | パン・ツウィ（大久保瑠美）、パン・ティナ（大空直美） | 「ばいほーにゅーわーるど」 | テレビアニメ『神田川JET GIRLS』関連曲                                                          |
| 9月30日  | summer steady go                                                                                 | リサナウト・針枷・クロノス（大久保瑠美） | 「summer steady go」 | ゲーム『ファントム オブ キル』テーマソング                                                     |
| 12月2日  | キラッとプリ☆チャン♪ソングコレクション〜from RAINBOW SKY〜                                       | プリティーオールフレンズ | 「プリマ☆ドンナ？メモリアル！」 | テレビアニメ『キラッとプリ☆チャン』挿入歌                                                      |
| 2021年   |                                                                                                  | | |                                                                                                |
| 6月2日   | Fate/Grand Carnival 1st Season 完全生産限定版特典CD                                              | マシュ・キリエライト（高橋李依）、ニトクリス（田中美海）、エリザベート・バートリー（大久保瑠美）、酒呑童子（悠木碧）、茨木童子（東山奈央）、女王メイヴ（佐倉綾音）、アタランテ（早見沙織）、謎のヒロインX（川澄綾子）、イシュタル（植田佳奈）、ネロ・クラウディウス（丹下桜）、シトナイ（門脇舞以） | 「すーぱー☆あふぇくしょん」 | OVA『Fate/Grand Carnival』テーマソング                                                         |
| 10月6日  | Alternative Girls Best Memorial Collection                                                       | 真野桜子（大久保瑠美） | 「きゅぴーん☆アイドル宣言」 | ゲーム『オルタナティブガールズ』関連曲                                                         |
| 2022年   |                                                                                                  | | |                                                                                                |
| 11月30日 | Engage Kiss BD・DVD Vol.3 完全生産限定版特典CD                                                   | シャロン・ホーリーグレイル（大久保瑠美） | 「アメと鞭とナイフ」 | テレビアニメ『Engage Kiss』関連曲                                                              |
| 2023年   |                                                                                                  | | |                                                                                                |
| 7月5日   | 【推しの子】 キャラクターソングCD Vol.2                                                          | B小町 | 「START☆T☆RAIN -New Arrange Ver.-」 「サインはB -New Arrange Ver.-」 | テレビアニメ『【推しの子】』挿入歌                                                             |
| 7月5日   | 【推しの子】 キャラクターソングCD Vol.2                                                          | B小町 | 「HEART's♡KISS -New Arrange Ver.-」 | テレビアニメ『【推しの子】』関連曲                                                             |
| 7月5日   | 【推しの子】 キャラクターソングCD Vol.2.5                                                        | MEMちょ（大久保瑠美） | 「STAR☆T☆RAIN -MEMちょ Solo Ver.-」 「サインはB -MEMちょ Solo Ver.-」 「HEART's♡KISS -MEMちょ Solo Ver.-」                                                              | テレビアニメ『【推しの子】』関連曲                                                             |
| 7月26日  | Fate/Grand Order Original Soundtrack VI                                                          | エリザベート・バートリー〔シンデレラ〕（大久保瑠美） | 「Sing My Heart 〜魔法を奏でて〜」 | ゲーム『Fate/Grand Order』関連曲                                                               |
| 8月30日  | はっする∞らびりんす!! 〜おこたみより愛を込めて〜 〜GRANBLUE FANTASY〜                            | ルナール（大久保瑠美）、シェロカルテ（加藤英美里）、マキラ（門脇舞以）、メリッサベル（三上枝織）、ミラオル（大西沙織）、ザーリリャオー（山下七海） | 「はっする∞らびりんす!! 〜おこたみより愛を込めて〜」 | ゲーム『グランブルーファンタジー』関連曲                                                       |
| 8月30日  | はっする∞らびりんす!! 〜おこたみより愛を込めて〜 〜GRANBLUE FANTASY〜                            | ルナール（大久保瑠美）、シェロカルテ（加藤英美里） | 「はっする∞らびりんす!! 〜おこたみより愛を込めて〜」 | ゲーム『グランブルーファンタジー』関連曲                                                       |
| 2024年   |                                                                                                  | | |                                                                                                |
| 1月21日  | ブルーアーカイブ 青春あんさんぶる Vol.3「便利屋68」                                              | 便利屋68 | 「一日一惡★レッツゴー！」 | ゲーム『ブルーアーカイブ -Blue Archive-』関連曲                                                |
| 3月20日  | Fate/Grand Order 藤丸立香はわからない BD / DVD 完全生産限定版特典CD                              | 謎のアイドルX〔オルタ〕（川澄綾子）、ネロ・クラウディウス（丹下桜）、エリザベート・バートリー（大久保瑠美） | 「ビッグバン☆ソング」 | Webアニメ『Fate/Grand Order 藤丸立香はわからない「大忘年おたのしみ会2023」』エンディングテーマ |

### その他参加作品
| 発売日         | 商品名                         | 歌                      | 楽曲                                                                            | 備考                                                                   |
| -------------- | ------------------------------ | ----------------------- | ------------------------------------------------------------------------------- | ---------------------------------------------------------------------- |
| 2013年4月17日  | Twinkle Voice 〜 声の贈り物    | 大久保瑠美              | 「KISSして」                                                                    |                                                                        |
| 2013年4月17日  | Twinkle Voice 〜 声の贈り物    | Twinkle Voice All Stars | 「空も飛べるはず」                                                              |                                                                        |
| 2014年3月26日  | Open Tuning                    | .lady.                  | 「Open Tuning」 「星を捜して」                                                  | ラジオ『A&G NEXT GENERATION Lady Go!!』主題歌                          |
| 2015年6月3日   | Progression                    | .lady.                  | 「Progression」                                                                 | ラジオ『A&G NEXT GENERATION Lady Go!!』オープニングテーマ              |
| 2015年6月3日   | Progression                    | .lady.                  | 「A Little Magic」                                                              | ラジオ『A&G NEXT GENERATION Lady Go!!』エンディングテーマ              |
| 2015年8月5日   | Girls☆High!                    | Girls High↑↑            | 「Girls☆High!」                                                                 | ラジオ『大久保瑠美・原紗友里 青春学園 Girls High↑↑』オープニングテーマ |
| 2015年8月5日   | Girls☆High!                    | Girls High↑↑            | 「スキッピン×スキッピン」                                                       | ラジオ『大久保瑠美・原紗友里 青春学園 Girls High↑↑』エンディングテーマ |
| 2015年10月14日 | Go!!〜Lady Go!! 卒業アルバム〜 | .lady.                  | 「君と僕との1ページ」 「Open Tuning（EDM Remix）」 「Progression（EDM Remix）」 | ラジオ『A&G NEXT GENERATION Lady Go!!』主題歌                          |
| 2017年2月22日  | Lovely☆Tambourine              | Girls High↑↑            | 「Lovely☆Tambourine」                                                           | ラジオ『大久保瑠美・原紗友里 青春学園 Girls High↑↑』オープニングテーマ |
| 2017年2月22日  | Lovely☆Tambourine              | Girls High↑↑            | 「スタートライン」                                                              | ラジオ『大久保瑠美・原紗友里 青春学園 Girls High↑↑』エンディングテーマ |
| 2017年2月22日  | Lovely☆Tambourine              | Girls High↑↑            | 「Puzzle -Past and Future-」                                                    | ラジオ『大久保瑠美・原紗友里 青春学園 Girls High↑↑』関連曲             |